# Zornitsa Marinova
Zornitsa Marinova (née le 6 janvier 1987 à Veliko Tarnovo) est une gymnaste rythmique bulgare.

## Biographie
Zornitsa Marinova fait partie de l'équipe de Bulgarie terminant septième des Jeux olympiques d'été de 2000 à Sydney. Elle remporte aux Jeux olympiques d'été de 2004 à Athènes la médaille de bronze par équipe avec Zhaneta Ilieva, Eleonora Kezhova, Kristina Rangelova, Galina Tancheva et Vladislava Tancheva.

## Palmarès

### Jeux olympiques
- Athènes 2004
  -  médaille de bronze par équipe.